# 高松町駅
高松町駅（たかまつちょうえき）は、鳥取県境港市高松町字五輪松にある、西日本旅客鉄道（JR西日本）境線の駅である。妖怪の名前から取られた愛称はすねこすり駅である。

## 歴史
- 1987年（昭和62年）11月1日：JR西日本境線中浜駅 - 余子駅間に新設[2]。同線富士見町駅・三本松口駅・御崎口駅（現：大篠津町駅）・馬場崎町駅と共に同年4月の同社発足以来初めての新駅である[3]。
- 2019年（平成31年）3月16日：車載型IC改札機により、ICカード「ICOCA」が利用可能となる。

## 駅構造
境港方面に向かって右側に単式ホーム1面1線を有する地上駅（停留所）。米子駅管理の無人駅。駅舎は無く、ホーム米子寄り出入口から直接ホームに入る形となっている。自動券売機はない。以前は入口手前に乗車駅証明書発行機が設置されていた。後付けの駅のためか、ホーム幅は狭い。

## 利用状況
近年の1日平均乗降人員の推移は以下の通り。
| 乗降人員推移 | 乗降人員推移 |
| 年度         | 1日平均人数  |
| ------------ | ------------ |
| 2011年       | 99           |
| 2012年       | 110          |
| 2013年       | 114          |
| 2014年       | 92           |
| 2015年       | 98           |
| 2016年       | 98           |
| 2017年       | 99           |
| 2018年       | 90           |

## 駅周辺
- 夢みなと公園（山陰・夢みなと博覧会の会場跡地である）
- PLANT-5 境港店
- 境港市立誠道小学校：境港市立余子小学校と統合するため、2020年3月31日限りで閉校。

### バス路線
バスのりばは駅前にある。
- はまるーぷバス
  - 生活コース (右回り・左回り)

## 隣の駅
西日本旅客鉄道（JR西日本）
 境線
中浜駅（牛鬼駅） - 高松町駅（すねこすり駅） - 余子駅（こなきじじい駅）